# Tatjana Walerjewna Dektjarjowa
Tatjana Walerjewna Dektjarjowa (russisch Татьяна Валерьевна Дектярёва, engl. Transkription Tatyana Dektyaryova; * 8. Mai 1981 in Swerdlowsk) ist eine russische Hürdenläuferin, die sich auf die 100-Meter-Distanz spezialisiert hat.
Bei den Olympischen Spielen 2008 in Peking und bei den Weltmeisterschaften 2009 in Berlin schied sie im Vorlauf aus.
2010 wurde sie Achte über 60 Meter Hürden bei den Hallenweltmeisterschaften in Doha und Sechste bei den Europameisterschaften in Barcelona, 2011 Fünfte bei den Weltmeisterschaften in Daegu.
Im Dezember 2014 war bei einer Trainingskontrolle ihr Dopingtest positiv und sie wurde für zwei Jahre gesperrt.

## Persönliche Bestzeiten
- 60 m Hürden (Halle): 7,94 s, 7. Februar 2010, Moskau
- 100 m Hürden: 12,68 s, 20. Juni 2010,	Bergen